# 프세볼로트 4세

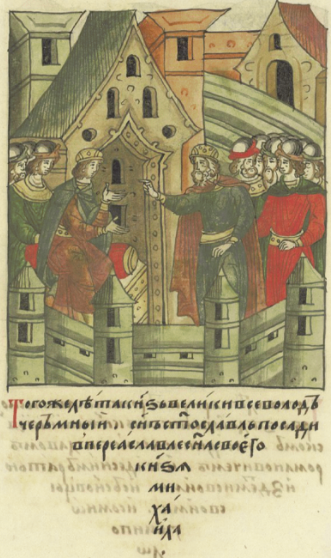

프세볼로트 4세(러시아어: Вcеволод Святославич 프세볼로트 스뱌토슬라비치[*], ? ~ 1212년 8월)는 키예프 대공국의 대공(재위: 1203년, 1206년, 1207년, 1208년 ~ 1212년)이다. 류리크 왕조 출신이며 세례명은 다닐이다. 붉은 프세볼로트 스뱌토슬라비치(러시아어: Вcеволод Святославич Чермный 프세볼로트 스뱌토슬라비치 체름니[*])라는 별칭으로 부르기도 한다.
류리크 2세 대공의 아들로 태어났다. 키예프의 대공을 역임하는 동안에는 여러 차례의 권력 투쟁을 경험했다. 그 외에 체르니히우 공국의 공작(1204년 ~ 1206년 또는 1208년), 벨고로드키옙스키(Belgorod Kievsky) 공작(1206년)을 역임했다.
| 전임 인그바리 | 키예프 대공 1203년 | 후임 류리크 2세 |

| 전임 류리크 2세 | 키예프 대공 1206년 | 후임 류리크 2세 |

| 전임 류리크 2세 | 키예프 대공 1207년 | 후임 류리크 2세 |

| 전임 류리크 2세 | 키예프 대공 1208년 ~ 1212년 | 후임 인그바리 |